# 경기수원외국인학교
경기수원외국인학교(Gyeonggi Suwon International School)는 경기도 수원시에 있는 외국인학교이다. 유치원부터 고등학교 과정이 편성되어 있다.

## 연혁
- 2006년 9월 16일 : 개교